# روبرت شامبرز (نحات)
روبرت شامبرز (بالإنجليزية: Robert Chambers)‏ هو نحات أمريكي، ولد في 1958 في ميامي في الولايات المتحدة.